# Joaquim I de Constantinopla
Joaquim I de Constantinopla (em grego: Ιωακείμ Α΄; m. 1504) foi patriarca ecumênico de Constantinopla duas vezes, a primeira entre 1498 e 1502 e depois por um breve período em 1504.

## História
Pouco se sabe sobre os primeiros anos de Joaquim antes de ele se tornar patriarca, mas sabe-se que ele foi bispo metropolitano de Drama ainda muito jovem e que, apesar de não ser particularmente erudito, era muito capaz em assuntos eclesiásticos e muito virtuoso. No outono de 1498, Joaquim foi eleito patriarca com o apoio do rei Constantino II da Geórgia (e, depois de 1490, do Reino de Cártlia) no lugar de Nefão II, que tinha o apoio dos monarcas da Valáquia. O Reino da Geórgia — e seus estados sucessores, os reinos de Cártlia, Caquécia e Imerícia — era um país cristão independente do Império Otomano e semi-autônomo do ponto vista religioso, mas que podia, por vezes, influenciar fortemente as eleições eleições patriarcais.
Como patriarca, Joaquim era bastante popular com seu rebanho: no caminho de uma viagem até a Geórgia para coletar fundos, o bispo metropolitano de Selímbria ofereceu ao sultão otomano 1 000 peças de ouro para que ele próprio fosse nomeado patriarca no lugar de Joaquim, mas o povo coletou a mesma quantia entre si e o mesmo valor foi pago ao sultão para evitar a deposição. Contudo, Joaquim acabou sendo deposto na primavera de 1502 pelo sultão Bajazeto II quando ele descobriu que Joaquim havia determinado a construção de uma igreja cristã em pedra sem sua permissão.
Depois da deposição de Joaquim, o novo patriarca eleito foi Nefão II novamente, mas ele recusou o posto. Então os monarcas da Valáquia alteraram seu apoio para Pacômio I, que foi eleito no início de 1503 e reinou por cerca de um ano, até o começo de 1504, quando os amigos de Joaquim conseguiram juntar 3 500 peças de ouro para restaurá-lo no trono (500 a mais do que era o costume para nomeações patriarcais).
Este segundo mandato de Joaquim durou apenas uns poucos meses. Logo depois de ter sido eleito, ele viajou para o norte para tentar restaurar as relações com seus inimigos políticos, mas tanto Radu IV, o Grande, da Valáquia quanto Bogdan III da Moldávia se recusaram a conversar com ele. Joaquim morreu em 1504 durante sua viagem pela Valáquia, em Târgoviște ou em Drista, e foi sucedido por Pacômio I.